# Micropogonias ectenes
Micropogonias ectenes és una espècie de peix de la família dels esciènids i de l'ordre dels perciformes.

## Morfologia
- Els mascles poden assolir 40 cm de longitud total.[4][5]

## Alimentació
Menja principalment crustacis bentònics, mol·luscs i cucs.

## Hàbitat
És un peix de clima tropical (27°N-16°N) i demersal.

## Distribució geogràfica
Es troba a l'oceà Pacífic oriental central: Mèxic.

## Ús comercial
És comú als mercats locals.

## Observacions
És inofensiu per als humans.